# Davids stad

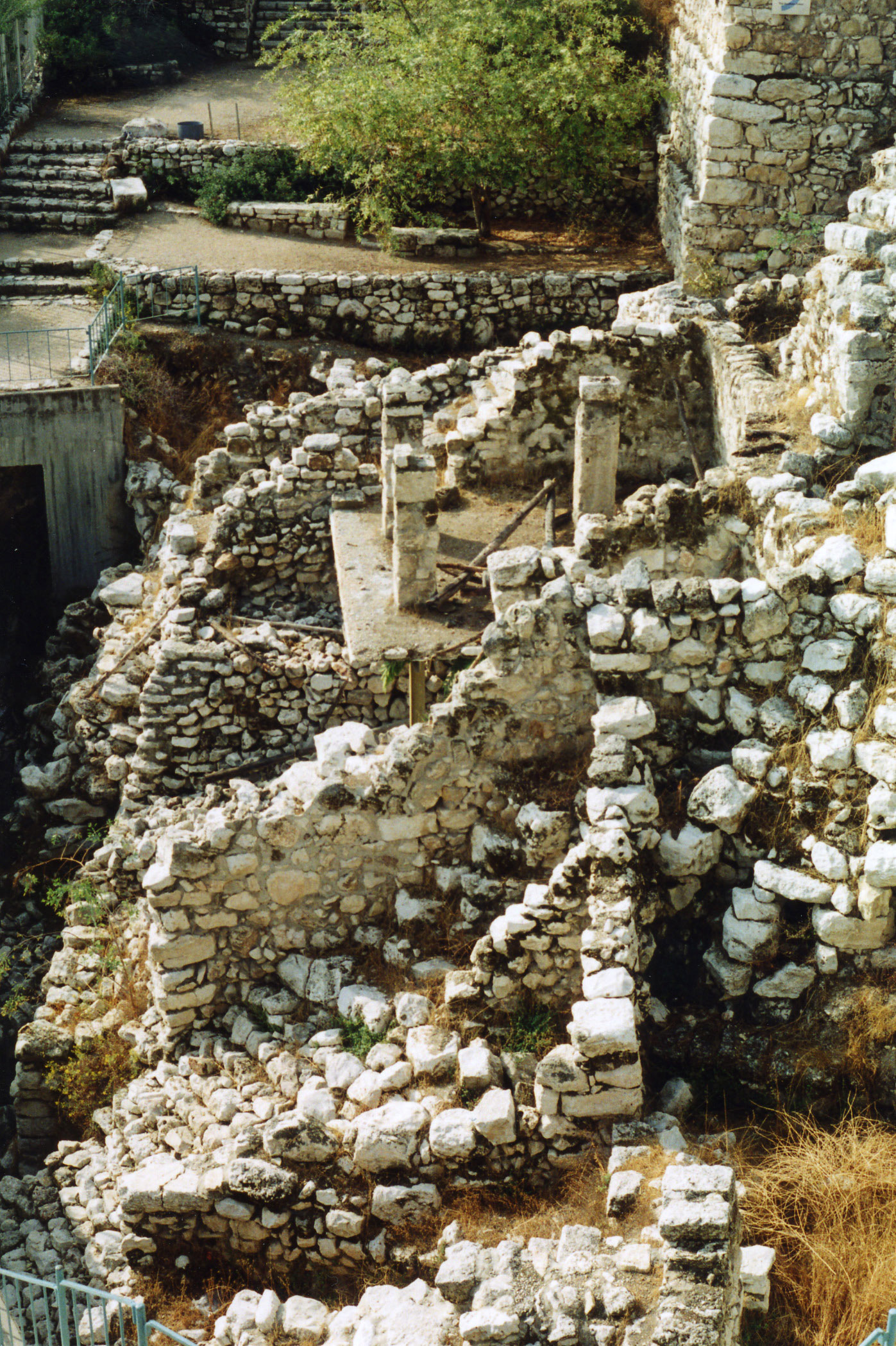

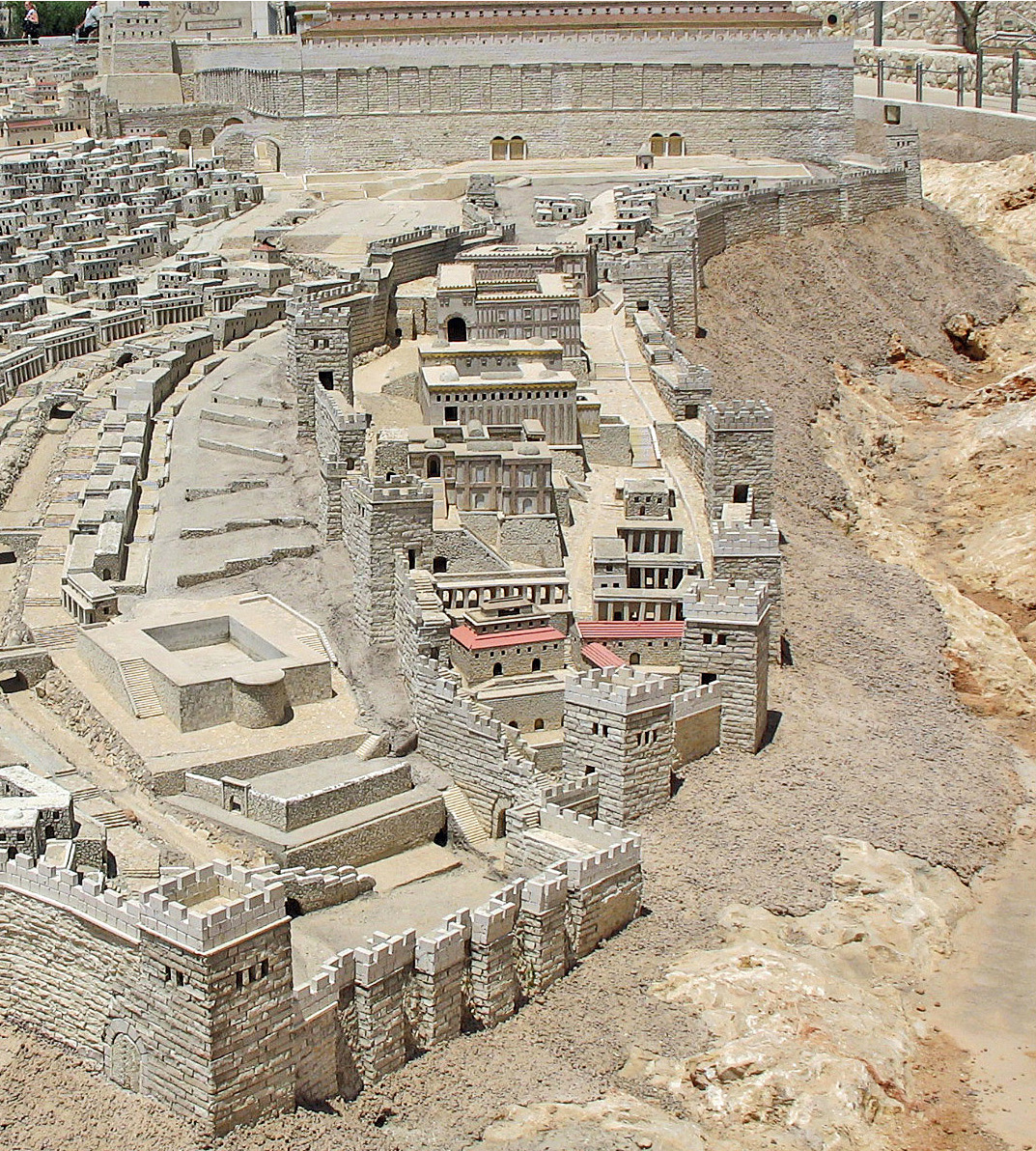

Davids stad hänvisar till det ursprungliga Jerusalem, belägen på Sion, grundad av jebuséerna och erövrad av kung David (1000 f.Kr.). Hans son Salomo lät här bygga det heliga templet, tillägnat JHVH.
Det område som idag kallas Gamla staden ligger väster om Tempelberget.